# 대지사륜

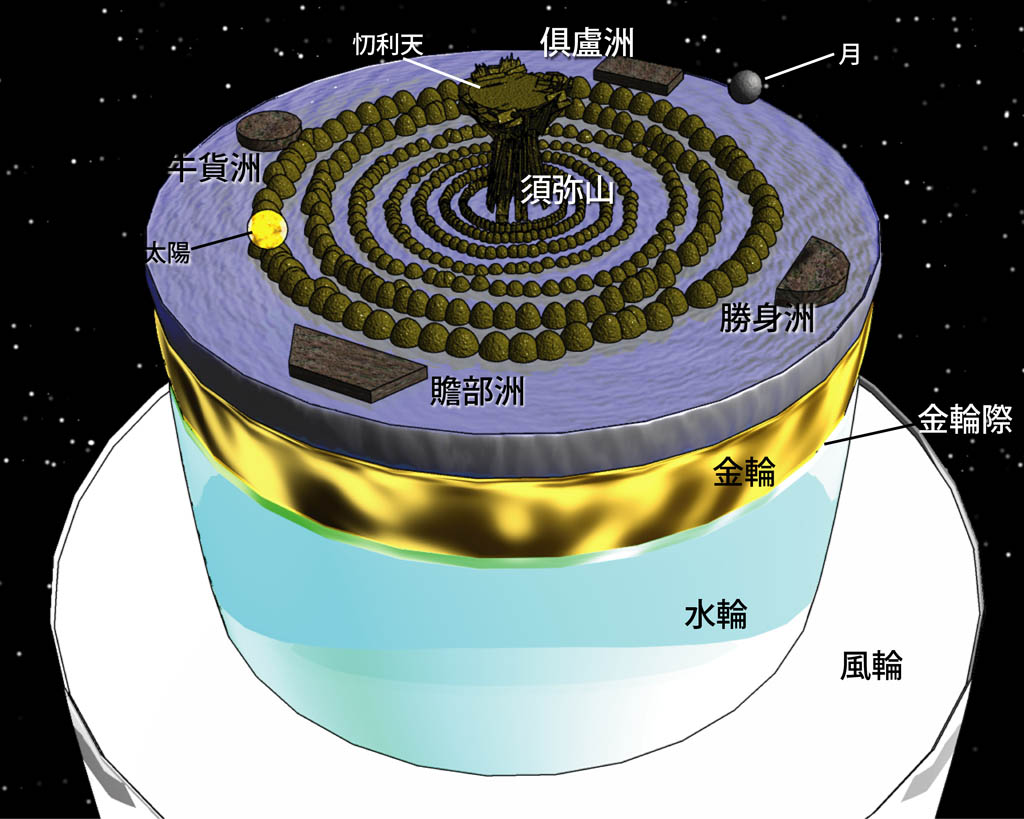
불교 우주론의 1수미세계(一須彌世界): 가운데에 수미산(須彌山)이 있고 수미산 꼭대기에 도리천(忉利天)이 있으며, 도리천의 왕이 제석천 즉 환인(桓因)이다. 허공 즉 공륜에 의지하여 풍륜이 있고, 풍륜 위에 수륜이 있고, 수륜 위에 금륜이 있으며, 금륜 위에 4대주(四大洲)와 9산8해(九山八海)가 있다. 수미산은 9산 가운데 하나이다.

대지4륜(大地四輪)은 불교 우주론에서 하나의 우주 즉 하나의 3천대천세계(三千大千世界)를 구성하는 기본 단위인 1수미세계(一須彌世界)의 기저에 있는 풍륜(風輪) · 수륜(水輪) · 금륜(金輪)의 3륜(三輪)과 이들이 존재하는 공간으로서의 허공 즉 공륜(空輪)을 합한 4륜(四輪)을 통칭하는 말이다. 따라서 간단히 4륜이라고도 한다.
경전들에서는 이들 공륜 · 풍륜 · 수륜 · 금륜의 4륜을 각각 순서대로 허공[空] · 바람[風] · 물[水] · 땅[地]이라고도 부른다. 이에 의거하여 공륜 · 풍륜 · 수륜 · 금륜을 문자 그대로 해석하면 각각 허공 바퀴(空輪, 산스크리트어: ākāśa-mandala) · 바람 바퀴(風輪, 산스크리트어: vāyu-mandala) · 물 바퀴(水輪, 산스크리트어: jala-mandala) · 땅 바퀴(金輪, 산스크리트어: kāñcana-mandala)이다. 금륜(金輪)의 원래 문자 그대로의 뜻은 쇠 바퀴이지만, 금륜은 금성지륜(金性地輪: 쇠처럼 단단한 성질의 땅 바퀴) · 지륜(地輪: 땅 바퀴) 또는 지계(地界: 땅의 계, 땅의 종족 또는 무리)라고도 불린다.
또는, 공륜 · 풍륜 · 수륜 · 금륜의 4륜을 더미 · 무더기를 뜻하는 취(聚)를 써서 공취(空聚) · 풍취(空聚) · 수취(水聚) · 지취(地聚)라고도 하며, 번역하여 허공 더미 · 바람 더미 · 물 더미 · 땅 더미라고도 한다. 또는 대(大)를 써서 대공(大空) · 대풍(大風) · 대수(大水) · 대지(大地)라고도 한다. 특히, 금륜을 가리키는 대지(大地)라는 낱말은 불교 우주론을 설명하는 경전과 논서들에서 자주 등장하는데, 이것은 금륜 위에 또는 금륜을 의지하여 구체적인 기세간, 즉 3계의 유정들이 거주하는 물질적 · 비물질적 처소들, 즉 수미산(須彌山)을 포함한 9산8해(九山八海) · 4대주(四大洲) · 지거천(地居天) · 공거천(空居天) 등이 형성되기 때문이다.
불교의 우주론과 인과론에 따르면, 세간 즉 세계 또는 우주는 모든 유정들의 업(業)에 의해 형성되지 결코 범천(梵天: 브라흐마)과 같은 특정한 유정 즉 별도의 창조신이 만드는 것이 아니다. 즉, 불교에서는 유정이 짓는 업이 세간과 세간의 차별의 참된 원인이라고 보며, 세간과 세간의 차별의 참된 원인이 아닌 것을 참된 원인이라 고집하는 그릇된 견해는 근본번뇌 가운데 하나인 계금취견에 속한다. 그리고, 불교에 따르면, 우주는 온갖 유정들의 업에 기반한 인과법칙에 따라 생멸하고 변천한다. 즉, 성 · 주 · 괴 · 공의 4겁(四劫)을 반복하면서 변화하고 성장한다.
《구사론》 제11권 등에 따르면,
4겁 중 성겁(成劫) 시에 1수미세계가 형성될 때, 온갖 유정들의 업의 증상력이 원인이 되어 허공 즉 공륜(空輪)에 의지하여 먼저 가장 아래의 기저부에 풍륜(風輪)이 생겨난다. 그런 후, 다시 온갖 유정들의 업의 증상력이 큰 구름과 비를 일으켜 수레바퀴 만한 물방울을 풍륜 위에 뿌리고 쌓아 수륜(水輪)을 이루게 된다. 그런 후, 다시 유정의 업력이 별도의 다른 바람[風]을 초감(招感)하여 일으키고, 이 바람이 수륜을 후려치면 그 상부는 응결하여 금륜(金輪) 즉 대지(大地)가 되는데, 이것은 마치 잘 익은 젖[熟乳]을 가만히 놓아두면 위의 부분은 응고하여 막을 이루게 되는 것과도 같다. 따라서 이전의 수륜은 그 두께가 금륜의 두께만큼 감소하게 된다.

## 경론별 설명

### 장아함경
《장아함경》 제18권 〈30. 세기경(世紀經) 1) 염부제주품(閻浮提洲品)〉의 시작 부분에서 고타마 붓다는 비구들에게  우주 즉 3천대천세계(三千大千世界)의 전체적인 구조를 설한 후, 다음 인용문과 같이 1수미세계의 구성요소들인 풍륜[風] · 수륜[水] · 금륜[地]의 3륜과, 대지(大地) 즉 금륜과, 대해(大海) 즉 8해(八海)와, 9산(九山)의 한가운데에 있는 수미산에 대해 설하고 있다.
 佛告比丘。今此大地深十六萬八千由旬。其邊無際。地止於水。水深三千三十由旬。其邊無際。水止於風。風深六千四十由旬。其邊無際。比丘。其大海水深八萬四千由旬。其邊無際。須彌山王入海水中八萬四千由旬。出海水上高八萬四千由旬。下根連地。多固地分。其山直上。無有阿曲。生種種樹。樹出眾香。香遍山林。多諸賢聖。大神妙天之所居止。其山下基純有金沙。其山四面有四埵出。高七百由旬。雜色間廁。七寶所成。四埵斜低。曲臨海上。

 
부처님께서 비구들에게 말씀하셨다.

“이제 이 대지(大地: 금륜)의 깊이는 16만 8천(十六萬八千) 유순(由旬)이고, 그 가장자리는 끝이 없으며, 땅[地: 금륜]은 물[水: 수륜]에 머물러 있다. 물의 깊이는 3천 3십(三千三十) 유순이요, 그 변두리는 끝이 없으며, 물은 바람[風: 풍륜]에 의지해 있다. 바람의 깊이는 6천 4십(六千四十) 유순이요, 그 가장자리는 끝이 없다.

비구들아, 그 큰 바닷물[大海水, 8해의 통칭]의 깊이는 8만 4천(八萬四千) 유순이고 그 가장자리는 끝이 없다. 수미산왕(須彌山王: 수미산이 가장 높은 산이라는 의미에서 王자를 붙였음)은 바닷물 속에 들어간 부분이 8만 4천(八萬四千) 유순이고, 바닷물 위에 나온 부분도 그 높이가 8만 4천(八萬四千) 유순이며, 밑부분은 땅[地, 금륜]에 닿아 있는데 대부분 단단한 지분(地分)으로 되어 있다. 그 산은 곧게 솟아올라 굽은 곳이 없다. 그곳엔 온갖 나무들이 자라고 있고 나무에서는 갖가지 향기를 내어 그 향기가 온 산에 가득하다. 거기에는 성현(聖賢: 한역 원어는 賢聖)들이 많으며 매우 신령스럽고 묘한 하늘[天, 천인, 천중]들도 머물러 살고 있다. 그 산의 밑부분에는 순수한 금모래가 있고, 그 산의 네 면에는 네 개의 봉우리[埵]가 솟아 있는데 높이는 7백 유순으로 일곱 가지 보배[七寶]로 이루어졌으며, 네 개의 봉우리는 비스듬히 굽어져 바다[海, 수미해]에 닿아 있다.”
 — 《장아함경》 제18권 〈30. 세기경(世紀經) 1) 염부제주품(閻浮提洲品)〉. 한문본 & 한글본

### 대루탄경
《대루탄경(大樓炭經)》 제1권 〈1. 염부리품(閻浮利品)〉의 시작 부분에서 고타마 붓다는 비구들에게  우주 즉 3천대천세계(三千大千世界)의 전체적인 구조를 설한 후, 다음 인용문과 같이 1수미세계의 구성요소들인 풍륜[風] · 수륜[水] · 금륜[地]의 3륜과, 대지(大地) 즉 금륜과, 대해(大海) 즉 8해(八海)와, 9산(九山)의 한가운데에 있는 수미산에 대해 설하고 있다.
 佛言。比丘。是地深六百八十萬由旬。其邊無限。其地立水上。其水深四百六十萬由旬。其邊際無有限礙。大風持水。其風深二百三十萬由旬。其邊際無限。

比丘其大海深八百四十萬由旬。其邊際無崖底。比丘須彌山王入大海水。深八萬四千由旬。高亦八萬四千由旬。下狹上稍稍廣。上正平。種種合四類在上止。悉滿無空缺處。諸大尊神亦在上止。諸尊復尊大神。悉在上居止。忉利天宮。在須彌山上。過忉利天。上有焰天。過炎天。有兜率天。上過兜率天。有尼摩羅天。過尼摩羅天。上有波羅尼蜜和耶越致天。過是上有梵迦夷天。
 
부처님께서 비구들에게 말씀하셨다.

“이 땅[地: 금륜]의 깊이는 6백80만 유순이고 그 둘레는 한없으며, 이 땅은 물[水: 수륜] 위에 서있다. 그 물의 깊이는 4백60만 유순이고, 그 둘레는 한없고 걸림이 없다. 큰 바람[大風: 풍륜]이 물을 유지하고 있는데, 그 바람의 깊이는 2백30만 유순이며, 그 둘레는 한없다.

비구들이여, 그 대해(大海: 8해의 통칭)는 깊이가 8백40만 유순이고 그 둘레는 끝도 가도 보이지 않는다. 비구들이여, 수미산왕은 대해[大海水]에 들어 있는데 깊이가 8만 4천 유순이요, 높이도 8만 4천 유순이다. 아래는 좁고 위로 갈수록 점점 넓어지는데, 위는 반듯하고 평평하여 '온갖 네 가지 생류[含四類: 한문 원문은 合四類]'가 위에서 살고 있으며[在上止], 모두 가득 차서 빈 곳이 없다.

여러 크고 높은 신(神)들도 거기서 살고 있고[在上止], 높고 또 높은 신들도 모두 다 위에서 살고 있다[在上居止].
도리천궁(忉利天宮: 6욕천의 제2천)은 수미산 위에 있고, 도리천(忉利天)을 지나서 위에는 염천(焰天: 야마천, 6욕천의 제3천)이 있고, 염천을 지나서 도솔천(兜率天: 6욕천의 제4천)이 있고, 도솔천을 지나서 위에는 니마라천(尼摩羅天: 화락천, 6욕천의 제5천)이 있고, 니마라천을 지나서 위에는 바라니밀화야월치천(波羅尼蜜和耶越致天: 타화자재천, 6욕천의 제6천)이 있고, 그것을 지나면 위에 범가이천(梵迦夷天: 색계 초선천의 통칭)이 있다.”
 — 《대루탄경》 제1권 〈1. 염부리품(閻浮利品)〉. 한문본 & 한글본

### 기세경
《기세경(起世經)》 제1권 〈1. 염부주품(閻浮洲品)〉의 시작 부분에서 고타마 붓다는 비구들에게  우주 즉 3천대천세계(三千大千世界)의 전체적인 구조를 설한 후, 다음 인용문과 같이 1수미세계의 구성요소들인 공륜[虛空] · 풍륜[風] · 수륜[水] · 금륜[地]의 4륜과, 대지(大地) 즉 금륜과, 대해(大海) 즉 8해(八海)와, 9산(九山)의 한가운데에 있는 수미산에 대해 설하고 있다.
 佛言。... 諸比丘。今此大地。厚四十八萬由旬。周闊無量。如是大地。住於水上。水住風上。風依虛空。諸比丘。此大地下。所有水聚。厚六十萬由旬。周闊無量。彼水聚下。所有風聚。厚三十六萬由旬。周闊無量。

諸比丘。此大海水。最極深處。深八萬四千由旬。周闊無量。諸比丘。須彌山王。下入海水。八萬四千由旬。上出海水。亦八萬四千由旬。須彌山王。其底平正。下根連住大金輪上。諸比丘。須彌山王。在大海中。下狹上闊。漸漸寬大。端直不曲。大身牢固。佳妙殊特。最勝可觀。四寶合成。所謂金銀琉璃頗梨。須彌山上。生種種樹。其樹鬱茂。出種種香。其香遠熏。遍滿諸山。多眾聖賢。最大威德。勝妙天神之所止住。諸比丘。須彌山王。上分有峰。四面挺出。曲臨海上。各高七百由旬。殊妙可愛。七寶合成。所謂金銀琉璃頗梨真珠車磲瑪瑙之所莊挍。

諸比丘。須彌山下。別有三級。諸神住處。其最下級。縱廣正等。六十由旬。... 其第二級。縱廣正等。四十由旬。... 其最上級。縱廣正等。二十由旬。... 諸比丘。於下級中。有夜叉住。名曰缽手。第二級中。有夜叉住。名曰持鬘。於上級中。有夜叉住。名曰常醉。諸比丘。須彌山半。高四萬二千由旬。有四大天王所居宮殿。須彌山上。有三十三天宮殿。帝釋所居。三十三天已上一倍。有夜摩諸天所居宮殿。夜摩天上。又更一倍。有兜率陀天所居宮殿。兜率天上。又更一倍。有化樂諸天所居宮殿。化樂天上。又更一倍。有他化自在諸天宮殿。他化天上。又更一倍。有梵身諸天所居宮殿。
 
부처님께서는 말씀하셨다. ...

[편집자주: 다음은 1수미세계의 구성요소들인 공륜 · 풍륜 · 수륜 · 금륜의 4륜에 대한 설명이다.]

“비구들아, 지금 이 대지(大地: 금륜)는 두께가 48만 유순이고, 둘레는 넓이가 한이 없다. 이와 같은 대지는 물[水: 수륜] 위에 머무르고, 물은 바람[風: 풍륜] 위에 머무르고, 바람은 허공(虛空: 공륜)에 의지해 있다.
비구들아, 이 대지(大地: 금륜) 아래 있는 물 더미[水聚: 수륜]는 두께가 60만 유순이고, 넓이는 한이 없다. 그 물 더미 아래 있는 바람 더미[風聚: 풍륜]는 두께가 36만 유순이고, 넓이는 한이 없다.

[편집자주: 다음은 1수미세계의 구성요소들인 8해와 수미산에 대한 설명이다.]

비구들아, 이 큰 바닷물[大海水: 8해]은 가장 깊은 곳의 깊이가 8만 4천 유순이고, 넓이는 한이 없다.
비구들아, 수미산왕은 아래로 바닷물[海水: 수미해]에 잠긴 것이 8만 4천 유순이고, 바닷물 위로 드러난 것이 또한 8만 4천 유순이다. 수미산왕은 그 바닥이 평평하고 반듯하며 아래 뿌리는 큰 금륜(金輪) 위에 연달아 머물러 있다.
비구들아, 수미산왕은 대해(大海: 여기서는 8해 중 수미해) 속에 있는데[在大海中] 아래는 좁고 위는 넓어서 점점 커지고, 끝이 곧아서 굽지 않았으며, 큰 몸은 매우 단단하고, 아름답고 미묘하며 참으로 특이하여 가장 훌륭하며 볼 만한데, 금(金) · 은(銀) · 유리(琉璃) · 파리(頗梨)의 네 가지 보석이 합해서 이루어졌다. 수미산 위에는 갖가지 나무가 자라나 있는데, 그 나무는 울창하여 온갖 향기를 내는데 그 향기는 멀리 풍겨서 모든 산에 두루 찬다. 또 성현(聖賢)들이 많이 모여 살고 있고, 최대의 위덕을 지닌 훌륭하고 묘한 천신(天神)들이 그곳에 살고 있다.
비구들아, 수미산왕의 윗부분에 봉우리가 있는데 사면이 쑥 솟아났고 굽어져서 바다를 내려다 보고 있으며, 각각의 높이는 7백 유순이다. 참으로 미묘하고 사랑스러우며, 일곱 가지의 보석이 합해서 이루어졌으니, 즉, 금(金) · 은(銀) · 유리(琉璃) · 파리(頗梨) · 진주(眞珠) · 차거(車磲) · 마노(瑪瑙)로 화려하게 꾸며져 있다.

[편집자주: 다음은 1수미세계의 구성요소들인 욕계의 하늘들 즉 6욕천에 대한 설명과 열거이다.]

비구들아, 수미산 아래에는 각각 세 등급이 있어 모든 신(神)들이 그곳에서 살고 있다.
그 중 제일 낮은 등급[最下級]은 가로 세로가 똑같이 60유순이다. ...
그 둘째 등급[第二級]은 가로 세로가 똑같이 40유순이고, ...
그 맨 위의 등급[最上級]은 가로 세로가 똑같이 20유순인데, ...
비구들아, 맨 아래급[下級]에는 발수(鉢手)라는 야차가 살고 있으며, 제2급(第二級)에는 지만(持鬘)이라는 야차가 살고 있으며, 상급(上級)에는 상취(常醉)라는 야차가 살고 있다.
비구들아, 수미산중턱 높이 4만 2천 유순되는 곳에 사대천왕(四大天王)이 살고 있는 궁전이 있으며 [편집자주: 여기까지는 6욕천 중 제1천인 4천왕천에 대한 설명이다], 수미산 위에는 삼십삼천(三十三天: 6욕천 중 제2천인 도리천)의 궁전이 있는데 제석(帝釋)이 살고 있다. 삼십삼천에서 한 갑절 올라가면 야마천(夜摩天: 6욕천 중 제3천)들이 살고 있는 궁전이 있고, 야마천에서 위로 또 한 갑절 올라가면 도솔타천(兜率陀天: 6욕천 중 제4천)이 살고 있는 궁전이 있고, 도솔천 위로 또 한 갑절 다시 올라가면 화락천(化樂天: 6욕천 중 제5천)들이 살고 있는 궁전이 있고, 화락천 위로 또 한 갑절 다시 올라가면 타화자재천(他化自在天: 6욕천 중 제6천)들이 살고 있는 궁전이 있고, 타화천 위로 또 한 갑절 다시 올라가면 범신천(梵身天: 색계 초선천의 통칭)들이 살고 있는 궁전이 있다.”
 — 《기세경》 제1권 〈1. 염부주품(閻浮洲品)〉. 한문본 & 한글본

## 참고 문헌
- 고려대장경연구소. 《고려대장경 전자 불교용어사전》. 고려대장경 지식베이스 / (사)장경도량 고려대장경연구소. |title=에 외부 링크가 있음 (도움말)
- 곽철환 (2003). 《시공 불교사전》. 시공사 / 네이버 지식백과. |title=에 외부 링크가 있음 (도움말)
- 법립·법거 공역, 번역자 미상 (K.662, T.23). 《대루탄경》. 한글대장경 검색시스템 - 전자불전연구소 / 동국역경원. K.662(29-756), T.23. |title=에 외부 링크가 있음 (도움말)
- 불타야사·축불념 한역, 번역자 미상 (K.647, T.1). 《장아함경》. 한글대장경 검색시스템 - 전자불전연구소 / 동국역경원. K.647(17-815), T.1(1-1). |title=에 외부 링크가 있음 (도움말)
- 사나굴다 한역, 번역자 미상 (K.660, T.24). 《기세경》. 한글대장경 검색시스템 - 전자불전연구소 / 동국역경원. K.660(19-263), T.24(1-310). |title=에 외부 링크가 있음 (도움말)
- 세친 지음, 현장 한역, 권오민 번역 (K.955, T.1558). 《아비달마구사론》. 한글대장경 검색시스템 - 전자불전연구소 / 동국역경원. K.955(27-453), T.1558(29-1). |title=에 외부 링크가 있음 (도움말)
- 운허.  동국역경원 편집, 편집. 《불교 사전》. |title=에 외부 링크가 있음 (도움말)
- (영어) DDB. 《Digital Dictionary of Buddhism (電子佛教辭典)》. Edited by A. Charles Muller. |title=에 외부 링크가 있음 (도움말)
- (중국어) 법립·법거 공역 (T.23). 《대루탄경(大樓炭經)》. 대정신수대장경. T1, No. 23, CBETA. |title=에 외부 링크가 있음 (도움말)}
- (중국어) 佛門網. 《佛學辭典(불학사전)》. |title=에 외부 링크가 있음 (도움말)
- (중국어) 불타야사·축불념 한역 (T.1). 《장아함경(長阿含經)》. 대정신수대장경. T1, No. 1, CBETA. |title=에 외부 링크가 있음 (도움말)}
- (중국어) 사나굴다 한역 (T.24). 《기세경(起世經)》. 대정신수대장경. T1, No. 24, CBETA. |title=에 외부 링크가 있음 (도움말)}
- (중국어) 星雲. 《佛光大辭典(불광대사전)》 3판. |title=에 외부 링크가 있음 (도움말)
- (중국어) 세친 조, 현장 한역 (T.1558). 《아비달마구사론(阿毘達磨俱舍論)》. 대정신수대장경. T29, No. 1558, CBETA. |title=에 외부 링크가 있음 (도움말)